# Thornton Engineering
Thornton Engineering Company, zuvor Bradford Motor Car Company, war ein britischer Hersteller von Automobilen.

## Unternehmensgeschichte
Das Unternehmen Bradford Motor Car Company aus Bradford begann 1904 mit der Produktion von Automobilen. Der Markenname lautete Celtic. Der Vertrieb blieb auf die Umgebung beschränkt. 1907 erfolgte die Umfirmierung in Thornton Engineering Company. 1908 endete die Produktion. Insgesamt entstanden acht Fahrzeuge.

## Fahrzeuge

### Markenname Celtic
Das Unternehmen verwendete Einbaumotoren verschiedener Hersteller. In vier Fällen kam der Motor von Aster, in drei Fällen von White & Poppe und in einem Fall von Mutel. Alle Motoren waren Vierzylindermotoren. Die Motorleistung wurde mittels einer Kardanwelle an die Hinterachse übertragen.

### Markenname Teco
1905 stellte das Unternehmen als Einzelstück ein Fahrzeug mit dem Markennamen Teco vor. Ein Motor von Louis Bailleul trieb das Fahrzeug an. Eine andere Quelle gibt an, dass das Unternehmen komplette Fahrzeuge von Bailleul importierte und als Teco verkaufte.